# PHC2
PHC2‏ (Polyhomeotic homolog 2) هوَ بروتين يُشَفر بواسطة جين PHC2 في الإنسان.